# Kisaura borealis
Kisaura borealis là một loài Trichoptera trong họ Philopotamidae. Chúng phân bố ở miền Cổ bắc.